# Mar de Irminger
O povoado de Tasiilaq da Groenlândia Sudeste está localizado na costa do Mar de Irminger.
O Mar de Irminger é um mar marginal do Oceano Atlântico Norte. Tem 480 km de extensão e 290 km de largura em seu estreito. O limite do norte é a Rampa Groenlândia-Islândia no final do Estreito da Dinamarca entre a Islândia e a Groenlândia do Leste, que conecta o Mar da Groenlândia. Ao sudoeste, alcança o Cabo Farvel, a extremidade do sul da Groenlândia, e encontra o Mar do Labrador em seu cabo. Ao sul deste cabo é aberto o Oceano Atlântico Norte. O leito submarino do Mar de Irminger é parte ampla da Bacia Irminger, uma continuação nordeste da Bacia do Labrador de profundidade máxima de 4600 m, que a leste é delimitada pela Serrania Reykjanes. Este delineamento é oceanográfico apenas e não representa qualquer fronteira oficial. O Mar de Irminger é uma das principais áreas de pesca da perca vermelha.
O Mar de Irminger recebeu o nome do vice-almirante dinamarquês Carl Ludvig Christian Irminger (1802–1888), após o que o Riacho Irminger foi também nomeado.